# شارع الأردن (عمان)
شارع الأردن هو أحدث الشوارع الرئيسية الخارجية في الأردن حيث يربط مدينتي إربد وجرش الأثرية شمالاً بالعاصمة عمّان، تم افتتاحه في عام 2005 بتمويل من الوكالة الأمريكية للتنمية الدولية USAID.
يبدأ الشارع من وادي الحدادة وسط عمان مخترقا مخيم الحسين والمدينة الرياضية ومنطقة الجبيهة وشفا بدران وأبو نصير ويمر بمدينة جرش إلى أن ينتهي عند إربد في شمال الأردن.
وهو واحد من المناطق الثلاثة التي حددتها أمانة عمان لإقامة الأبراج وناطحات السحاب إلى جانب مشروع العبدلي وسط المدينة. 
تم في الآونة الأخيرة نقل مجمع باصات الشمال من داخل منطقة العبدلي المكتظة إلى هذا الشارع، وهناك من يعتقد أن هذه الخطوة سببت إرباكا مروريا بسبب بعدها عن وسط المدينة كما كان من قبل.
يقع على الشارع الكثير من المؤسسات التعليمية والصحية والترفيهية والتجارية.. كجامعة العلوم التطبيقية ومستشفى الملكة علياء العسكري ومستشفى الأمير حمزة ومدينة الجبيهة الترويحية ومنطقة معارض السيارات «الحراج».

## مشاكل مرتبطة
يوجد في شارع الأردن منفذ للدوران مقابل حي المنصور، وسبب هذا المنفذ الكثير من الحوادث والضحايا من أهل الحي وخارجه منذ افتتاح الشارع. وقامت أمانة عمان الكبرى بإيجاد حل لهذه النقطة وحلها مؤخرا.

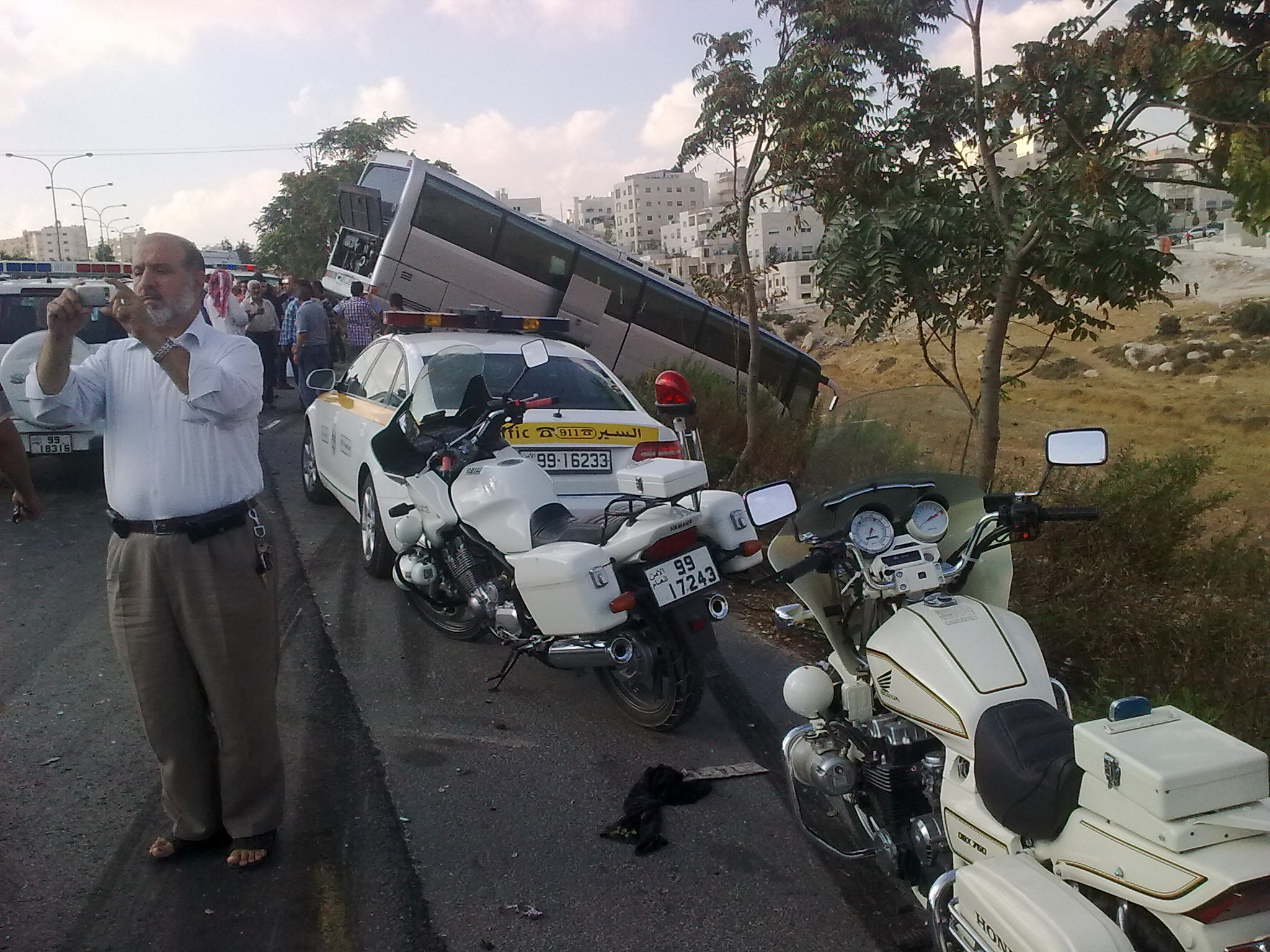
حادث مروري (حافلة مهورة) 9/9/2012

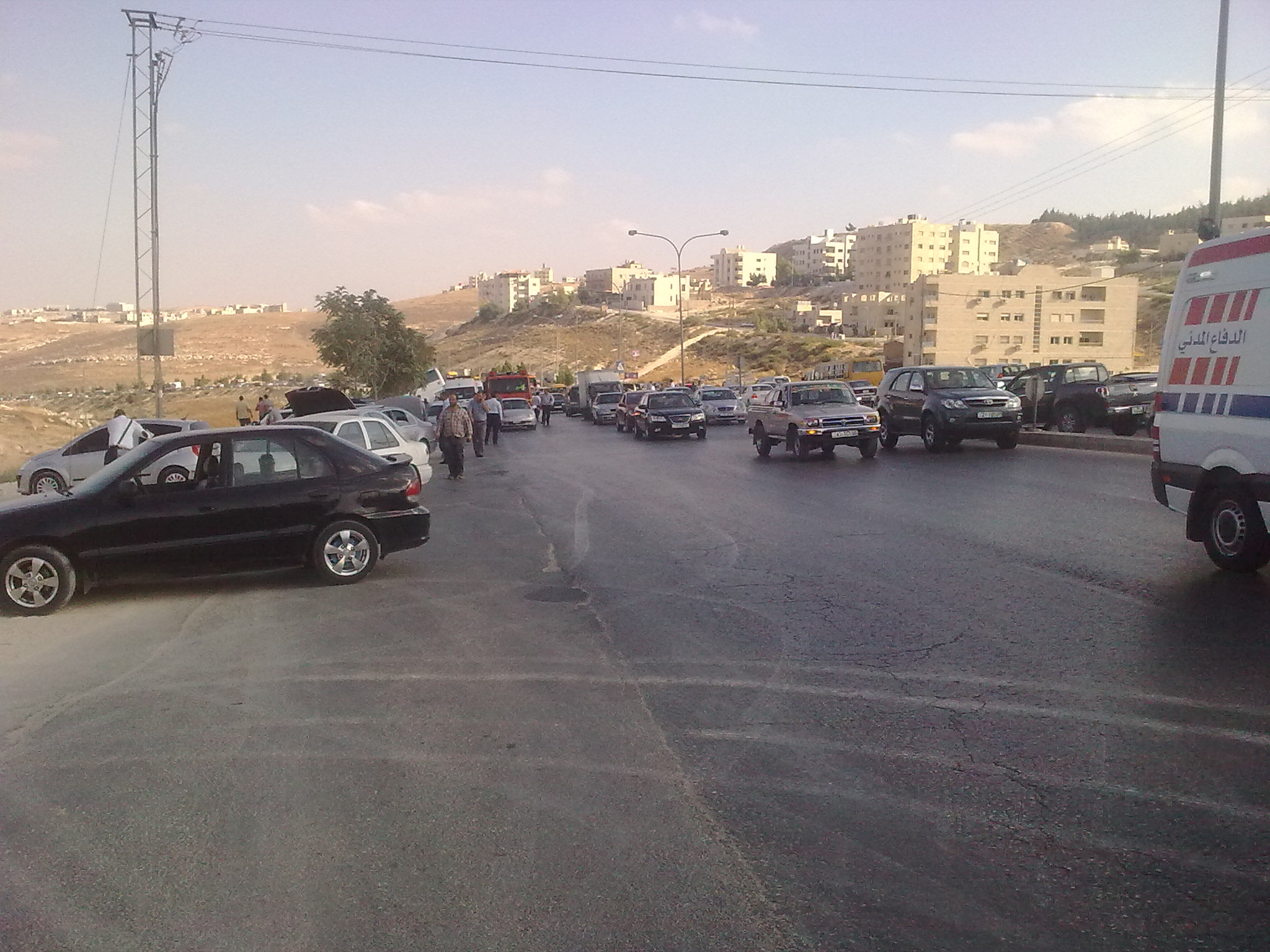
حادث الحافلة